# 汪關
汪关（？—？）。原名汪东阳，字杲叔，因得一汉铜印，更名“汪关”，李流芳又为之更字尹子。安徽歙县人，明末篆刻家。
汪关治印，善使冲刀，所作工整典雅，印文恬静秀美，印风明快，富丽堂皇，深得汉印神韵。他的风格较何震的“猛利”大不相同，受其影响者有归昌世、甘旸、林皋等。明末著名书画家的印章多出其手。
著有《宝印斋印式》二卷。

## 篆刻作品舉例

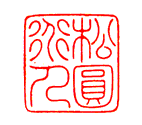
松园道人